# Jidapterus
Jidapterus („křídlo z Univerzity v Ťi-lin“) byl rod pterodaktyloidního ptakoještěra, žijícího v období spodní křídy (geologický věk apt, asi před 122,1 milionu let) na území provincie Liao-ning v dnešní Číně (souvrství Jiufotang, tzv. Jeholská biota).

## Historie a popis

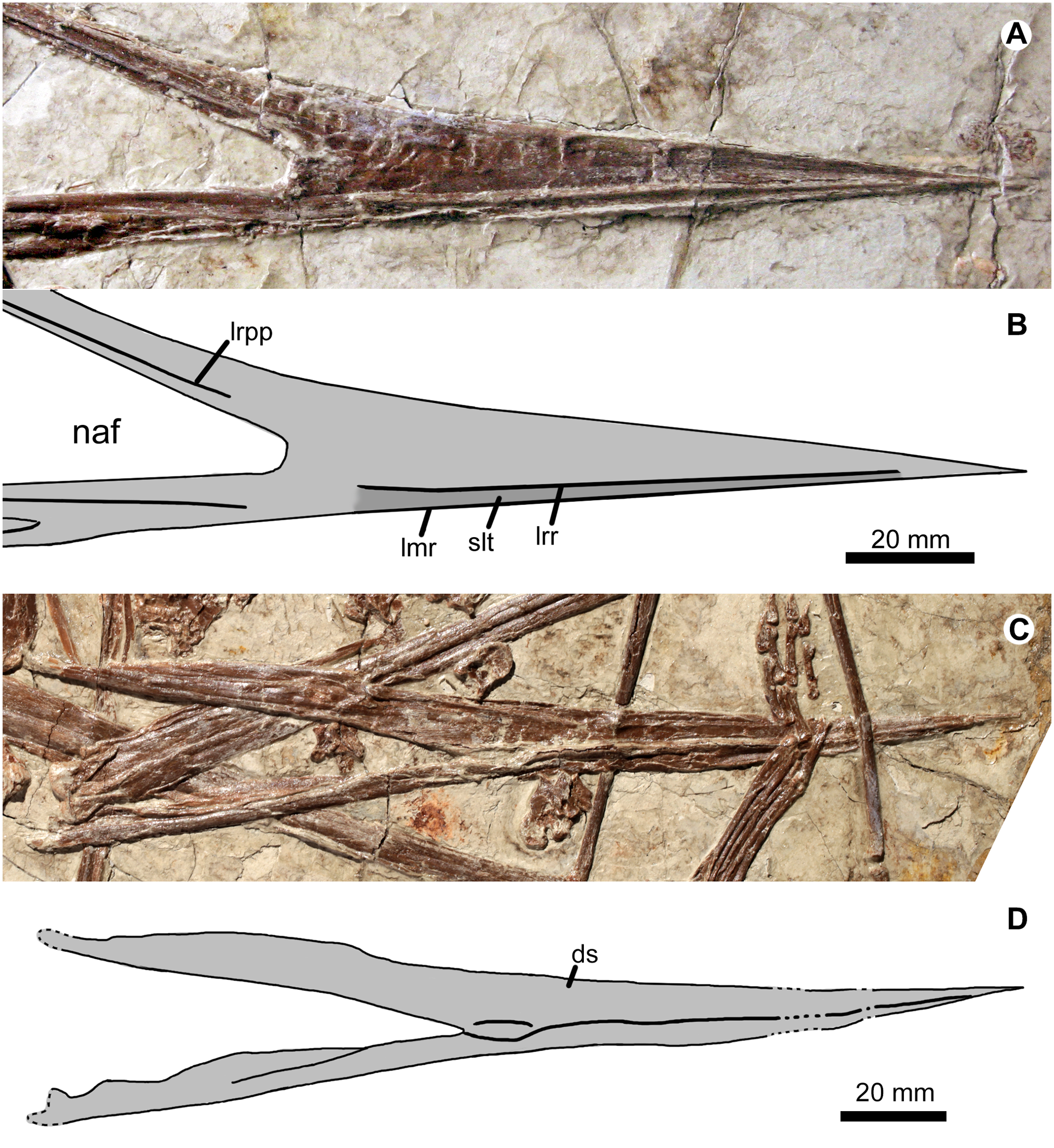
Jidapterus - fosilní čelisti.

Tento taxon byl formálně popsán týmem čínských paleontologů v roce 2003 pod druhovým jménem J. edentus. Holotyp (katalogové označení CAD-01) sestává z téměř kompletní kostry a částečně dochované lebky. Rozpětí křídel popsaného jedince činilo asi 1,7 metru, patřil tedy ke středně velkým zástupcům ptakoještěrů. Zobák byl bezzubý, což mu vysloužilo jeho druhové jméno ("edentus" - bezzubý).

## Zařazení
Mezi příbuzné rody tohoto taxonu patří Eopteranodon, Eoazhdarcho, Shenzhoupterus a Chaoyangopterus.